# Конде, Секу
Се́ку Конде́ (фр. Sékou Condé; 9 июня 1993, Конакри, Гвинея) — гвинейский футболист, защитник клуба «Шательро». Выступал за сборную Гвинеи.

## Биография

### Ранние годы
По словам самого игрока, футболом он начал серьёзно заниматься только в 14 лет, из-за того что его отец был против этого, поскольку хотел, чтобы Секу стал учёным или адвокатом. Поэтому только через некоторое время после смерти отца он получил возможность попасть в секцию, до этого же Конде играл лишь во дворе с соседями.

### Клубная карьера
Изначально Секу приехал в 2009 году на просмотр в «Волынь», которая единственной из всех прислала ответ, хотя отец футболиста писал письма во многие клубы России, Турции и Украины. Однако вакансии защитников в луцком клубе были заполнены, и Конде был вынужден покинуть расположение команды Виталия Кварцяного. Затем гвинеец поехал в Харьков, где жил его родной брат, который представил его администратору «Металлиста», после чего тот связался с Мироном Маркевичем, который сказал, чтобы Секу тренировался с дублем. В итоге Конде там тренировался около полугода без заключения контракта и, соответственно, без получения денег.
В 2012 году агент гвинейца Сергей Задорожный организовал ему просмотр в молодёжной команде днепропетровского «Днепра», в первом же спарринге за которую против резервной команды «Ворсклы» Секу вышел во втором тайме и забил гол. В итоге после нескольких игр с ним подписали контракт. В составе «Днепра» находился до 2014 года, однако выступал только за молодёжную (U-21) команду клуба, проведя за неё 41 матч и забив 1 гол.
В сентябре 2014 года сыграл 2 матча в Первой лиге Израиля за «Хакоах-Амидар» из Рамат-Гана, затем перешёл в «Хапоэль» (Петах-Тиква), в составе которого провёл 3 игры в чемпионате Израиля сезона 2014/15.
12 июля 2015 года было сообщено, что Секу подписал контракт с донецким «Олимпиком» сроком на 4 года. 9 августа того же года впервые попал в заявку клуба на матч Премьер-лиги против луганской «Зари», а 15 августа дебютировал в основном составе «Олимпика» в домашней игре Премьер-лиги против «Александрии», выйдя на замену вместо Максима Драченко на 92-й минуте встречи.
25 июля 2016 года официальный сайт «Амкара» сообщил о том, что с Конде подписано соглашение сроком на один сезон.
Стал первым гвинейцем, сыгравшим в чемпионатах России по футболу. Проведя в Перми два сезона, в течение которых провёл 37 игр, покинул команду в связи с её расформированием.

### Карьера в сборной
Летом 2013 года получил приглашение в молодёжную сборную Украины, но отказался, ожидая вызова из Гвинеи, играть за национальную сборную которой было его мечтой детства. В конце сентября 2015 года впервые получил вызов в сборную Гвинеи, в составе которой дебютировал 9 октября того же года, выйдя на замену Идриссе Силле на 67-й минуте товарищеского матча со сборной Алжира, на 96-й минуте которого Секу получил жёлтую карточку.

## Личная жизнь
На родине, в Гвинее у Секу живут три сестры и брат. Встречается с девушкой из Днепропетровска.

## Статистика

### Клубная статистика
| Клуб                  | Лига         | Сезон   | Чемпионат | Чемпионат | Кубок | Кубок | Дубль | Дубль |
| Клуб                  | Лига         | Сезон   | Игры      | Голы      | Игры  | Голы  | Игры  | Голы  |
| --------------------- | ------------ | ------- | --------- | --------- | ----- | ----- | ----- | ----- |
| Днепр                 | Премьер-лига | 2012/13 |           |           |       |       | 21    | 0     |
| Днепр                 | Премьер-лига | 2013/14 |           |           |       |       | 20    | 1     |
| Хакоах-Амидар         | Лига Леумит  | 2014/15 | 2         | 0         |       |       |       |       |
| Хапоэль (Петах-Тиква) | Премьер-лига | 2014/15 | 3         | 0         |       |       |       |       |
| Олимпик               | Премьер-лига | 2015/16 | 13        | 0         | 3     | 0     |       |       |
| Амкар                 | Премьер-лига | 2016/17 | 0         | 0         | 0     | 0     |       |       |

### Статистика в сборной
| Сборная | Сезон | Товарищеские | Товарищеские | Турниры | Турниры | Всего | Всего |
| Сборная | Сезон | Игры         | Голы         | Игры    | Голы    | Игры  | Голы  |
| ------- | ----- | ------------ | ------------ | ------- | ------- | ----- | ----- |
| Гвинея  | 2015  | 2            | 0            | 2       | 0       | 4     | 0     |

#### Матчи и голы за сборную
| № | Дата            | Оппонент | Счёт | Голы | Соревнование             |
| 1 | 9 октября 2015  | Алжир    | 2:1  | −    | Товарищеский матч        |
| 2 | 12 октября 2015 | Марокко  | 1:1  | −    | Товарищеский матч        |
| 3 | 12 ноября 2015  | Намибия  | 1:0  | −    | Отборочные матчи ЧМ-2018 |
| 4 | 15 ноября 2015  | Намибия  | 2:0  | −    | Отборочные матчи ЧМ-2018 |
| 5 | 30 августа 2016 | Египет   | 1:1  | -    | Товарищеский матч        |